# Bolečka vas
Bolečka vas je naselje v Občini Majšperk, na severovzhodu Slovenije. Nahaja se na levem bregu Dravinje, ter spada v Štajersko pokrajino in Podravsko statistično regijo. V dolini so predvem njive in travniki. 
Do leta 1998 je kraj spadal pod občino Videm, kasneje pa v občino Majšperk. Kraj je del krajevne skupnosti Dolena. V kraju delujejo folklorno društvo F.D. Rožmarin Dolena, aktiv žena, športno društvo, etnogravsko društvo, ljudski pevci ter društvo upokojencev. Poglavitne panoge so poljedelstvo, živinoreja, gozdarstvo, gostinstvo, vinogradništvo in avtoprevozništvo.

## Ime
Bolečka Vas je bila v pisnih virih prvič zapisana leta 1440 kot Welitschezdorff. Ime izhaja iz oblike pridevniškega slovanskega osebnega imena Boľę in tako prvotno pomeni 'Boľeva vas'.